# Magnus Wolff Eikrem

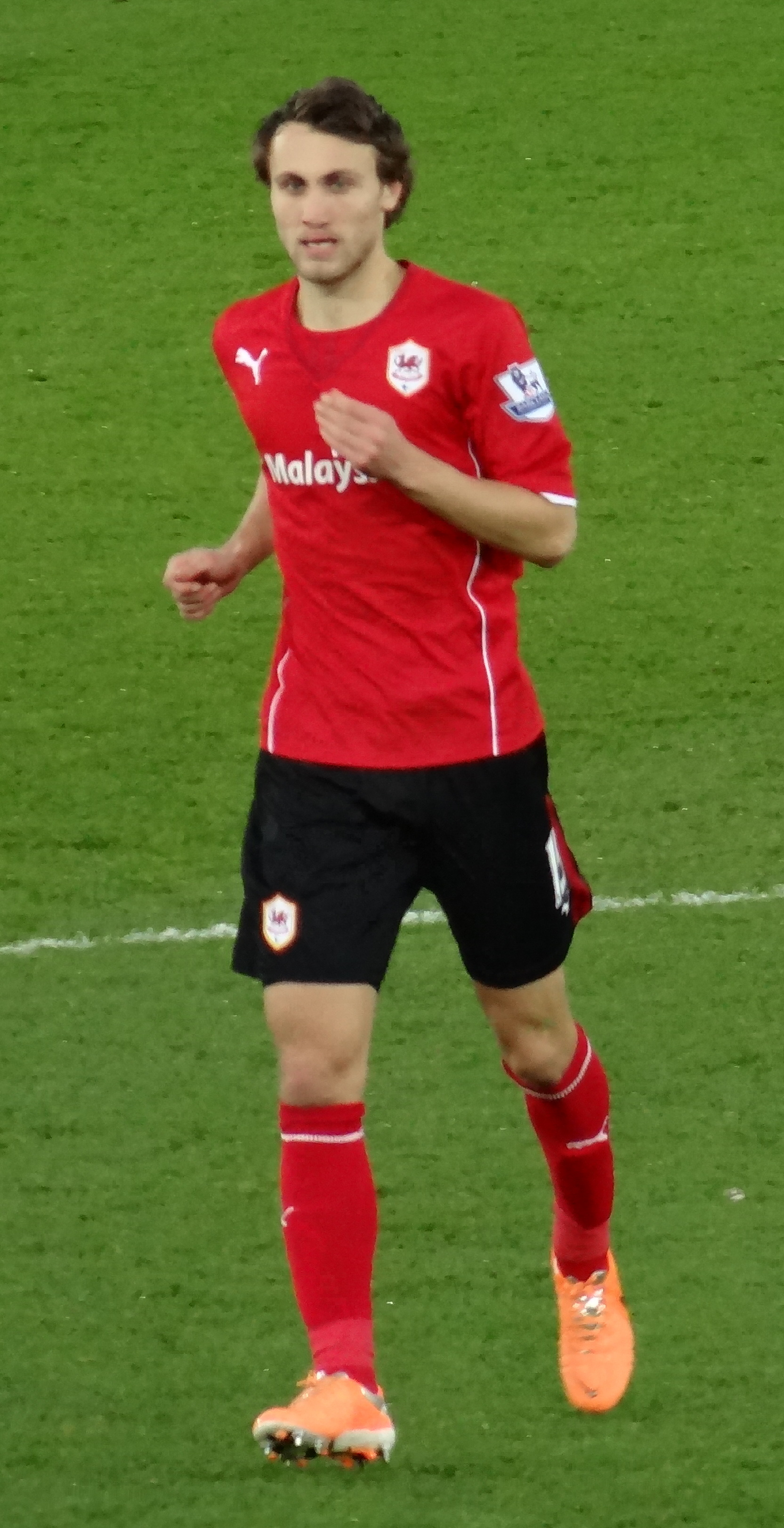
Magnus Wolff Eikrem (2014)

Magnus Wolff Eikrem (* 8. srpna 1990, Molde, Norsko) je norský fotbalový záložník a reprezentant.

## Klubová kariéra
- Molde FK 2002–2006 (mládežnické týmy)[2]
- Manchester United FC (mládežnické týmy)[2]
- Manchester United FC 2009–2011
- Molde FK 2011–2013
- SC Heerenveen 2013–2014
- Cardiff City FC 2014
- Malmö FF 2015–

## Reprezentační kariéra
Eikrem nastupoval v norských mládežnických reprezentacích od kategorie U15 do U21. Zúčastnil se Mistrovství Evropy hráčů do 21 let 2013 v Izraeli, kde Norové postoupili do semifinále, v němž byli vyřazeni Španěly po výsledku 0:3. Magnus Wolff vstřelil jednu branku v utkání základní skupiny proti Anglii (výhra 3:1).
V A-mužstvu Norska debutoval 15. 1. 2012 na turnaji King's Cup v Bangkoku proti týmu Dánska (remíza 1:1).